# Уряд Австралії
Уряд Австралії (англ. Cabinet of Australia) — вищий орган виконавчої влади Австралії.

## Діяльність
Уряд призначається генерал-губернатором Австралії за поданням прем'єр-міністра країни і виконує свої обов'язки під керівництвом останнього. Закриті засідання Кабінету проходять один раз на тиждень, і на них відбувається обговорення і приймання рішень за основними питаннями політичного, економічного та культурного життя Австралії. Окрім міністрів, що входять до кабінету, у Австралії існує ціла низка «молодших міністрів», які не входять до складу Кабінету міністрів, але виконують свої обов'язки під контролем міністрів кабінету.
Конституція Австралії не визначає законодавчий статус кабінету міністрів, і, таким чином, його рішення не мають законодавчої сили. Всі члени кабінету є одночасно й членами Виконавчої ради, який відповідно до конституції керується генерал-губернатором. Саме цей орган слугує для надання рішенням, які прийнято кабінетом міністрів, законної сили. Однак на практиці генерал-губернатор не має більше тієї реальної влади на території країни, яку він мав раніше, тому для дотримання конституційної процедури один з міністрів має титул віце-президента виконавчої ради і заступає, таким чином, генерал-губернатора у цій інституції влади.

## Голова уряду
- Прем'єр-міністр — Скотт Джон Моррісон (англ. Scott John Morrison).
- Віцепрем'єр-міністр[en] — Барнабі Томас Жеральд Джойс (англ. Barnaby Thomas Gerald Joyce).

## Кабінет міністрів
Склад чинного уряду подано станом на 19 липня 2016 року.
| Логотип                                                                                  | Міністерство                                                                                       | Міністр                                           | Фото            | Час на посаді   | Час на посаді   | Партія | Партія | Вебсайт                                           |
| ---------------------------------------------------------------------------------------- | -------------------------------------------------------------------------------------------------- | ------------------------------------------------- | --------------- | --------------- | --------------- | ------ | ------ | ------------------------------------------------- |
|                                                                                          | Міністерство гуманітарних служб (Human Services)                                                   | Меріс Пейн (Marise Ann Payne)                     |                 | 15 вересня 2015 | 21 вересня 2015 |        | Lib.   | [Архівовано 7 березня 2019 у Wayback Machine.]    |
| Стюарт Роберт (Stuart Robert)                                                            | Міністерство гуманітарних служб (Human Services)                                                   |                                                   | 21 вересня 2015 | 18 лютого 2016  |                 | LNP    |        | [Архівовано 7 березня 2019 у Wayback Machine.]    |
| Алан Тадж (Alan Tudge)                                                                   | Міністерство гуманітарних служб (Human Services)                                                   |                                                   | 18 лютого 2016  | 19 липня 2016   |                 | Lib.   |        | [Архівовано 7 березня 2019 у Wayback Machine.]    |
|                                                                                          | Міністерство екології та енергетики (Environment and Energy)                                       | Джошуа Фріденберг (Joshua Frydenberg)             |                 | 15 вересня 2015 | 19 липня 2016   |        | Lib.   | [Архівовано 26 жовтня 2019 у Wayback Machine.]    |
|                                                                                          | Міністерство зайнятості (Employment)                                                               | Ерік Абец (Eric Abetz)                            |                 | 15 вересня 2015 | 21 вересня 2015 |        | Lib.   | []                                                |
| Міхелія Клер Кеш (Michaelia Claire Cash)                                                 | Міністерство зайнятості (Employment)                                                               |                                                   | 21 вересня 2015 | 19 липня 2016   |                 |        | Lib.   | []                                                |
|                                                                                          | Міністерство зв'язку (Communications)                                                              | Малкольм Тернбулл (Malcolm Turnbull)              |                 | 15 вересня 2015 | 21 вересня 2015 |        | Lib.   | [Архівовано 18 лютого 2019 у Wayback Machine.]    |
| Мітчелл Пітер Файфілд (Mitchell Peter «Mitch» Fifield)                                   | Міністерство зв'язку (Communications)                                                              |                                                   | 21 вересня 2015 | 19 липня 2016   |                 |        | Lib.   | [Архівовано 18 лютого 2019 у Wayback Machine.]    |
|                                                                                          | Міністерство закордонних справ (Foreign Affairs)                                                   | Джулі Ізабель Бішоп (Julie Isabel Bishop)         |                 | 15 вересня 2015 | 19 липня 2016   |        | Lib.   | [Архівовано 3 серпня 2018 у Wayback Machine.]     |
|                                                                                          | Міністерство імміграції та захисту кордонів (Immigration and Border Protection)                    | Пітер Крейг Даттон (Peter Craig Dutton)           |                 | 15 вересня 2015 | 19 липня 2016   |        | Lib.   | [Архівовано 17 лютого 2019 у Wayback Machine.]    |
|                                                                                          | Міністерство інфраструктури і регіонального розитку (Infrastructure and Regional Development)      | Воррен Трасс (Warren Truss)                       |                 | 15 лютого 2015  | 18 лютого 2016  |        | LNP    | [Архівовано 18 лютого 2019 у Wayback Machine.]    |
| Міністерство інфраструктури і транспорту (Infrastructure and Transport)                  | Даррен Джефрі Честер (Darren Jeffrey Chester)                                                      |                                                   | 18 лютого 2016  | 19 липня 2016   |                 | NP     |        | [Архівовано 18 лютого 2019 у Wayback Machine.]    |
|                                                                                          | Міністерство малого бізнесу (Small Business)                                                       | Брюс Білсон (Bruce Billson)                       |                 | 15 вересня 2015 | 21 вересня 2015 |        | Lib.   | [Архівовано 17 лютого 2019 у Wayback Machine.]    |
| Келлі Одваєр (Kelly Megan O'Dwyer)                                                       | Міністерство малого бізнесу (Small Business)                                                       |                                                   | 21 вересня 2015 | 19 липня 2016   |                 |        | Lib.   | [Архівовано 17 лютого 2019 у Wayback Machine.]    |
|                                                                                          | Міністерство мистецтв (Arts)                                                                       | Джордж Брендіс (George Brandis)                   |                 | 15 вересня 2015 | 21 вересня 2015 |        | LNP    | [ ]                                               |
| Мітчелл Пітер Файфілд (Mitchell Peter «Mitch» Fifield)                                   | Міністерство мистецтв (Arts)                                                                       |                                                   | 21 вересня 2015 | 19 липня 2016   |                 | Lib.   |        | [ ]                                               |
|                                                                                          | Міністерство місцевого самоврядування (Local Government)                                           | Фіона Неш (Fiona Nash)                            |                 | 15 вересня 2015 | 21 вересня 2015 |        | NP     | [Архівовано 18 лютого 2019 у Wayback Machine.]    |
| Пол Флетчер (Paul Fletcher)                                                              | Міністерство місцевого самоврядування (Local Government)                                           |                                                   | 21 вересня 2015 | 19 липня 2016   |                 | Lib.   |        | [Архівовано 18 лютого 2019 у Wayback Machine.]    |
|                                                                                          | Міністерство оборони (Defence)                                                                     | Кевін Ендрюс (Kevin Andrews)                      |                 | 15 вересня 2015 | 21 вересня 2015 |        | Lib.   | [Архівовано 16 лютого 2019 у Wayback Machine.]    |
| Меріс Пейн (Marise Ann Payne)                                                            | Міністерство оборони (Defence)                                                                     |                                                   | 21 вересня 2015 | 19 липня 2016   |                 |        | Lib.   | [Архівовано 16 лютого 2019 у Wayback Machine.]    |
| Міністерство оборонної промисловості (Defence Industry)                                  | Мел Браф (Mal Brough)                                                                              |                                                   | 21 вересня 2015 | 29 грудня 2015  |                 | LNP    |        | [Архівовано 16 лютого 2019 у Wayback Machine.]    |
| Міністерство оборонної промисловості (Defence Industry)                                  | Меріс Пейн (в. о.) (Marise Ann Payne)                                                              |                                                   | 29 грудня 2015  | 18 лютого 2016  |                 | Lib.   |        | [Архівовано 16 лютого 2019 у Wayback Machine.]    |
| Міністерство оборонної промисловості (Defence Industry)                                  | Ден Теган (Dan Tehan)                                                                              |                                                   | 18 лютого 2016  | 19 липня 2016   |                 | Lib.   |        | [Архівовано 16 лютого 2019 у Wayback Machine.]    |
|                                                                                          | Міністерство освіти (Education and Training)                                                       | Крістофер Пейн (Christopher Pyne)                 |                 | 15 вересня 2015 | 21 вересня 2015 |        | Lib.   | [Архівовано 18 лютого 2019 у Wayback Machine.]    |
| Саймон Бірмінгем (Simon John Birmingham)                                                 | Міністерство освіти (Education and Training)                                                       |                                                   | 21 вересня 2015 | 19 липня 2016   |                 |        | Lib.   | [Архівовано 18 лютого 2019 у Wayback Machine.]    |
|                                                                                          | Міністерство охорони здоров'я (Health)                                                             | Сьюзен Лей (Sussan Ley)                           |                 | 15 вересня 2015 | 19 липня 2016   |        | Lib.   | [Архівовано 25 лютого 2005 у Wayback Machine.]    |
| Міністерство охорони здоров'я на селі (Rural Health)                                     | Фіона Неш (Fiona Nash)                                                                             |                                                   | 21 вересня 2015 | 19 липня 2016   |                 | NP     |        | [Архівовано 25 лютого 2005 у Wayback Machine.]    |
|                                                                                          | Міністерство промисловості, інновацій та науки (Industry, Innovation and Science)                  | Іан Макфарлейн (Ian Macfarlane)                   |                 | 15 вересня 2015 | 21 вересня 2015 |        | LNP    | [Архівовано 12 лютого 2019 у Wayback Machine.]    |
| Міністерство промисловості та науки (Industry and Science)                               | Кристофер Пейн (Christopher Pyne)                                                                  |                                                   | 21 вересня 2015 | 19 липня 2016   |                 | Lib.   |        | [Архівовано 12 лютого 2019 у Wayback Machine.]    |
|                                                                                          | Міністерство ресурсів, енергетики і Північної Території (Resources, Energy and Northern Australia) | Джошуа Фріденберг (Joshua Frydenberg)             |                 | 21 вересня 2015 | 18 лютого 2016  |        | Lib.   | [Архівовано 12 лютого 2019 у Wayback Machine.]    |
| Міністерство ресурсів та енергетики (Resources and Energy)                               | 18 лютого 2016                                                                                     | Джошуа Фріденберг (Joshua Frydenberg)             | 19 липня 2016   |                 |                 |        | Lib.   | [Архівовано 12 лютого 2019 у Wayback Machine.]    |
|                                                                                          | Міністерство соціальних служб (Social Services)                                                    | Скотт Моррісон (Scott Morrison)                   |                 | 15 вересня 2015 | 21 вересня 2015 |        | Lib.   | [Архівовано 14 жовтня 2013 у Wayback Machine.]    |
| Крістіан Портер (Charles «Christian» Porter)                                             | Міністерство соціальних служб (Social Services)                                                    |                                                   | 21 вересня 2015 | 19 липня 2016   |                 |        | Lib.   | [Архівовано 14 жовтня 2013 у Wayback Machine.]    |
|                                                                                          | Міністерство спорту (Sport)                                                                        | Сьюзен Лей (Sussan Ley)                           |                 | 15 вересня 2015 | 19 липня 2016   |        | Lib.   | [ ]                                               |
|                                                                                          | Міністерство сільського господарства (Agriculture)                                                 | Барнабі Джойс (Barnaby Thomas Gerald Joyce)       |                 | 15 вересня 2015 | 21 вересня 2015 |        | NP     | [Архівовано 18 червня 2013 у Wayback Machine.]    |
| Міністерство сільського господарства і водних ресурсів (Agriculture and Water Resources) | 21 вересня 2015                                                                                    | Барнабі Джойс (Barnaby Thomas Gerald Joyce)       | 19 липня 2016   |                 |                 |        | NP     | [Архівовано 18 червня 2013 у Wayback Machine.]    |
|                                                                                          | Міністерство торгівлі та інвестицій (Trade and Investment)                                         | Ендрю Робб (Andrew Robb)                          |                 | 15 вересня 2015 | 18 лютого 2016  |        | Lib.   | [Архівовано 20 листопада 2019 у Wayback Machine.] |
| Стівен Чобо (Steven Michele Ciobo)                                                       | Міністерство торгівлі та інвестицій (Trade and Investment)                                         |                                                   | 18 лютого 2016  | 19 липня 2016   |                 | Lib.   |        | [Архівовано 20 листопада 2019 у Wayback Machine.] |
|                                                                                          | Міністерство у справах аборигенів (Indigenous Affairs)                                             | Найджел Грегорі Скалліон (Nigel Gregory Scullion) |                 | 15 вересня 2015 | 19 липня 2016   |        | CLP    |                                                   |
|                                                                                          | Міністерство у справах ветеранів (Veterans' Affairs)                                               | Майкл Рональдсон (Michael Ronaldson)              |                 | 15 вересня 2015 | 21 вересня 2015 |        | Lib.   | [ ]                                               |
| Стюарт Роберт (Stuart Robert)                                                            | Міністерство у справах ветеранів (Veterans' Affairs)                                               |                                                   | 21 вересня 2015 | 18 лютого 2016  |                 | LNP    |        | [ ]                                               |
| Ден Тіган (Dan Tehan)                                                                    | Міністерство у справах ветеранів (Veterans' Affairs)                                               |                                                   | 18 лютого 2016  | 19 липня 2016   |                 | Lib.   |        | [ ]                                               |
|                                                                                          | Міністерство у справах жінок (Women)                                                               | Міхелія Клер Кеш (Michaelia Claire Cash)          |                 | 15 вересня 2015 | 19 липня 2016   |        | Lib.   |                                                   |
|                                                                                          | Міністерство фінансів (Finance)                                                                    | Матіас Корманн (Mathias Hubert Paul Cormann)      |                 | 15 вересня 2015 | 19 липня 2016   |        | Lib.   | [Архівовано 28 лютого 2019 у Wayback Machine.]    |
|                                                                                          | Міністерство юстиції (Justice)                                                                     | Майкл Кінан (Michael Fayat Keenan)                |                 | 15 вересня 2015 | 19 липня 2016   |        | Lib.   | [ ]                                               |